# 伊号第二十三潜水艦
| 画像をアップロード |                                                                              |
| 艦歴               |                                                                              |
| 計画               | 第三次海軍軍備補充計画（③計画）                                              |
| 起工               | 1938年12月8日                                                                |
| 進水               | 1939年11月24日                                                               |
| 就役               | 1941年9月27日                                                                |
| その後             | 1942年2月28日亡失認定                                                        |
| 除籍               | 1942年4月30日                                                                |
| 性能諸元           |                                                                              |
| 排水量             | 基準：2,198トン 常備：2,584トン 水中：3,654トン                              |
| 全長               | 108.7m                                                                       |
| 全幅               | 9.30m                                                                        |
| 吃水               | 5.14m                                                                        |
| 機関               | 艦本式2号10型ディーゼル2基2軸 水上：12,400馬力 水中：2,000馬力               |
| 速力               | 水上：23.6kt 水中：8.0kt                                                     |
| 航続距離           | 水上：16ktで14,000海里 水中：3ktで96海里                                     |
| 燃料               | 重油：774トン                                                                |
| 乗員               | 94名                                                                         |
| 兵装               | 40口径14cm単装砲1門 25mm機銃連装1基2挺 53cm魚雷発射管 艦首6門 九五式魚雷17本 |
| 航空機             | 零式小型水上偵察機1機 （呉式1号4型射出機1基）                                |
| 備考               | 安全潜航深度：100m                                                           |

伊号第二十三潜水艦（いごうだいにゅうさんせんすいかん、旧字体：伊號第二十三潜水艦）は、大日本帝国海軍の伊十五型潜水艦の5番艦。

## 艦歴
1937年（昭和12年）も第三次海軍補充計画（③計画）によって計画され、1938年（昭和13年）12月8日に横須賀海軍工廠で起工、1939年（昭和14年）11月24日に進水、1941年（昭和16年）9月27日に竣工した。竣工と同時に横須賀鎮守府籍となり、第六艦隊第1潜水戦隊第3潜水隊に編入された。
太平洋戦争開戦時は第六艦隊第1潜水戦隊第3潜水隊に所属。11月20日0400、伊23は横須賀を出港し、23日に単冠湾に到着。26日、第一航空艦隊と共に単冠湾を出港し、ハワイへ向かった。30日、右舷ディーゼルの不調により艦隊から後落したが、12月6日に復帰。空母赤城と発光信号で連絡を取り合った。8日の真珠湾攻撃では被弾した味方機の誘導を行い、1040に艦隊と分離し、ハワイ北方沖に進出。9日、カウアイ島南方沖を哨戒中、伊6がオアフ島沖を東北東へ向け航行中のレキシントン級空母1、巡洋艦2隻を発見したため、迎撃に向かった。10日、哨戒機を発見して急速潜航した際、安全潜航深度を超える水深120mの位置まで誤って潜航してしまう。11日、アメリカ西海岸沿岸における通商破壊作戦に参加するためモントレー湾沖に移動。19日1800、モントレー湾近海で潜航中、南方へ向かう旧式の軽巡洋艦を発見して攻撃準備を行うが、途中で見失う。20日1415、北緯37度00分 西経122度00分 / 北緯37.000度 西経122.000度のカリフォルニア州サイプレス岬沖20浬地点付近で、米リッチフィールド・オイル社タンカーアグウィワールド（Agwiworld、6,711トン）を発見して主砲弾14発を発射したが、海上が時化ていたため命中しなかった。22日、パルミラ環礁に移動。26日夜、船のサーチライトを発見して1時間追跡したが、米哨戒機がやってきたため潜航して退避した。28日、米哨戒機3機に発見されて追跡されたが、振り切ることに成功。1942年（昭和17年）1月1日夜、パルミラ環礁を潜望鏡偵察するが、陸上からの砲撃を受けて退避。2日、ハワイとフィジー諸島の中間点に移動。1月5日、哨戒区域を離れ、クェゼリンに戻った。2月1日、クェゼリンはマーシャル・ギルバート諸島機動空襲を受ける。特設潜水母艦靖国丸（日本郵船、11,933トン）と伊26に挟まれて停泊していた伊23はデッキの荷物を海に投棄し、応戦を開始。その後靖国丸に爆弾が命中した際、爆弾の破片により乗員1名が負傷した。また、搭載機用燃料タンクから小火災が発生したが、すぐに消し止められた。その後迎撃に向かったが空振りに終わり、クェゼリンに戻った。
5日、K作戦に参加してクェゼリンを出港。ハワイ島ケアホレ岬南南西沖に進出して気象通報と二式飛行艇が撃墜された場合の搭乗員救助を命ぜられる。24日2330、ハワイ近海での報告を最後に消息不明。
アメリカ側にも記録はなく、艦長の柴田源一中佐以下乗員96名全員行方不明(戦死認定)。
2月28日、ハワイ方面で亡失と認定され、4月30日に除籍された。

## 歴代艦長
※『艦長たちの軍艦史』404頁による。

### 艤装員長
- （兼）佐野孝夫 中佐：1941年3月15日[4] - 1941年3月31日[5]
- （兼）井上規矩 少佐：1941年3月31日[5] - 1941年5月15日[6]
- 柴田源一 中佐：1941年5月15日 - 1941年9月27日[7]

### 艦長
- 柴田源一 中佐：1941年9月27日 - 1942年2月28日戦死認定